# Jean-Paul Gut
Jean-Paul Gut (1º luglio 1961) è un imprenditore francese.
È stato amministratore delegato responsabile del marketing, degli affari internazionali e della strategia del gruppo francese EADS (Società europea per la difesa aeronautica e spaziale) e membro del consiglio di amministrazione. 
Attualmente dirige una società internazionale di consulenza per lo sviluppo e gli investimenti a Londra.

## Biografia

### EADS
Dopo la creazione di EADS,  il 10 luglio 2000 , Jean-Paul Gut è diventato membro del Consiglio di amministrazione e del Comitato esecutivo di EADS. Nel giugno 2005 è stato nominato Vice Direttore Generale di EADS. È anche direttore di EADS International (l'organizzazione di marketing di EADS) che ha fondato quando il gruppo è stato creato.
Nella primavera del 2006 ha assunto la carica di direttore della strategia per il gruppo EADS sotto la guida di Jean-Louis Gergorin, poi è diventato direttore generale responsabile del marketing, degli affari internazionali e della strategia fino a giugno 2007.